# Collegio di Cheadle
Cheadle è un collegio elettorale situato nella Grande Manchester, nel Nord Ovest dell'Inghilterra, e rappresentato alla Camera dei comuni del Parlamento del Regno Unito. Elegge un membro del parlamento con il sistema maggioritario a turno unico; l'attuale parlamentare è Tom Morrison  dei Liberal Democratici, che rappresenta il collegio dal 2024.

## Estensione
- 1950-1955: i distretti urbani di Bredbury and Romiley, Cheadle and Gatley, Hazel Grove and Bramhall e Marple.
- 1955-1974: i distretti urbani di Cheadle and Gatley, Hazel Grove and Bramhall e Marple, e il distretto urbano di Bredbury and Romiley eccetto la parte del ward di Bredbury aggiunto al County Borough of Stockport tramite il Stockport (Extension) Order 1952.
- 1974-1983: i distretti urbani di Cheadle and Gatley e Wilmslow.
- 1983-2010: i ward del borgo metropolitano di Stockport di Cheadle, Cheadle Hulme North, Cheadle Hulme South, East Bramhall, Heald Green e West Bramhall.
- 2010-2024: i ward del borgo metropolitano di Stockport di Bramhall North, Bramhall South, Cheadle and Gatley, Cheadle Hulme North, Cheadle Hulme South, Heald Green e Stepping Hill.
- dal 2024: i ward del borgo metropolitano di Stockport di Bramhall North, Bramhall South and Woodford, Cheadle Eastand Cheadle Hulme North, Cheadle West and Gatley, Cheadle Hulme South, Davenport and Cale Green, Heald Green;, Norbury and Woodsmoor, Offerton e una piccola parte di Hazel Grove.

Quando fu creato nel 1950, Cheadle era un collegio di contea e l'area era in maniera predominante urbana, nella parte sud-orientale della conurbazione di Manchester, ed era relativamente ricco.
La crescita dei quartieri di Manchester portò a una rapida crescita dell'elettorato dalla fine degli anni '50, e nel 1974 il collegio perse una parte che divenne Hazel Grove.
In conseguenza alle modifiche dei confini della contea, il collegio oltrepassò Greater Manchester e si estese nel Cheshire. Risistemando i confini delle contee nel 1983, il collegio fu ridisegnato, perdendo Wilmslow a vantaggio del collegio di Tatton e alcune piccole parti a vantaggio di Macclesfield e Stockport.

## Membri del parlamento
| Elezione | Elezione    | Deputato           | Partito             |
| -------- | ----------- | ------------------ | ------------------- |
|          | 1950        | William Shepherd   | Conservatore        |
|          | 1966        | Michael Winstanley | Liberale            |
|          | 1970        | Tom Normanton      | Conservatore        |
| 1987     | Stephen Day |                    | Conservatore        |
|          | 2001        | Patsy Calton       | Liberal Democratici |
| 2005 (S) | Mark Hunter |                    | Liberal Democratici |
|          | 2015        | Mary Robinson      | Conservatore        |
|          | 2024        | Tom Morrison       | Liberal Democratici |

## Elezioni

### Elezioni negli anni 2020
| Partito                    | Partito                                         | Candidato                  | Risultati 4 luglio 2024 | Risultati 4 luglio 2024 |
| Partito                    | Partito                                         | Candidato                  | Voti                    | %                       |
| -------------------------- | ----------------------------------------------- | -------------------------- | ----------------------- | ----------------------- |
|                            | Lib Dem                                         | Tom Morrison               | 23 681                  | 46,68                   |
|                            | Conservatore                                    | Mary Robinson              | 11 446                  | 22,56                   |
|                            | Laburista                                       | Kelly Fowler               | 7 909                   | 15,59                   |
|                            | Reform UK                                       | Stephen Speakman           | 5 149                   | 10,15                   |
|                            | Verde                                           | Alexander Drury            | 1 630                   | 3,21                    |
|                            | Workers                                         | Tanya Manzoor              | 811                     | 1,60                    |
|                            | Indipendente                                    | Kelly Fowler               | 105                     | 0,21                    |
|                            |                                                 |                            |                         |                         |
| Iscritti                   | Iscritti                                        | Iscritti                   | 74 385                  | 100,00                  |
| ↳ Votanti (% su iscritti)  | ↳ Votanti (% su iscritti)                       | ↳ Votanti (% su iscritti)  | 50 841                  | 68,35                   |
| ↳ Astenuti (% su iscritti) | ↳ Astenuti (% su iscritti)                      | ↳ Astenuti (% su iscritti) | 23 544                  | 31,65                   |
|                            |                                                 |                            |                         |                         |
|                            | Esito: collegio passa da Conservatore a Lib Dem |                            |                         |                         |

### Elezioni negli anni 2010
| Partito                    | Partito                                   | Candidato                  | Risultati 12 dicembre 2019 | Risultati 12 dicembre 2019 |
| Partito                    | Partito                                   | Candidato                  | Voti                       | %                          |
| -------------------------- | ----------------------------------------- | -------------------------- | -------------------------- | -------------------------- |
|                            | Conservatore                              | Mary Robinson              | 25 694                     | 45,96                      |
|                            | Lib Dem                                   | Tom Morrison               | 23 358                     | 41,78                      |
|                            | Laburista                                 | Zahid Chauhan              | 6 851                      | 12,26                      |
|                            |                                           |                            |                            |                            |
| Iscritti                   | Iscritti                                  | Iscritti                   | 74 577                     | 100,00                     |
| ↳ Votanti (% su iscritti)  | ↳ Votanti (% su iscritti)                 | ↳ Votanti (% su iscritti)  | 55 903                     | 74,96                      |
| ↳ Astenuti (% su iscritti) | ↳ Astenuti (% su iscritti)                | ↳ Astenuti (% su iscritti) | 18 674                     | 25,04                      |
|                            |                                           |                            |                            |                            |
|                            | Esito: collegio confermato a Conservatore |                            |                            |                            |

| Partito                    | Partito                                   | Candidato                  | Risultati 8 giugno 2017 | Risultati 8 giugno 2017 |
| Partito                    | Partito                                   | Candidato                  | Voti                    | %                       |
| -------------------------- | ----------------------------------------- | -------------------------- | ----------------------- | ----------------------- |
|                            | Conservatore                              | Mary Robinson              | 24 331                  | 44,59                   |
|                            | Lib Dem                                   | Mark Hunter                | 19 824                  | 36,33                   |
|                            | Laburista                                 | Martin Miller              | 10 417                  | 19,09                   |
|                            |                                           |                            |                         |                         |
| Iscritti                   | Iscritti                                  | Iscritti                   | 73 448                  | 100,00                  |
| ↳ Votanti (% su iscritti)  | ↳ Votanti (% su iscritti)                 | ↳ Votanti (% su iscritti)  | 54 572                  | 74,30                   |
| ↳ Astenuti (% su iscritti) | ↳ Astenuti (% su iscritti)                | ↳ Astenuti (% su iscritti) | 18 876                  | 25,70                   |
|                            |                                           |                            |                         |                         |
|                            | Esito: collegio confermato a Conservatore |                            |                         |                         |

| Partito                    | Partito                                         | Candidato                  | Risultati 7 maggio 2015 | Risultati 7 maggio 2015 |
| Partito                    | Partito                                         | Candidato                  | Voti                    | %                       |
| -------------------------- | ----------------------------------------------- | -------------------------- | ----------------------- | ----------------------- |
|                            | Conservatore                                    | Mary Robinson              | 22 889                  | 43,11                   |
|                            | Lib Dem                                         | Mark Hunter                | 16 436                  | 30,96                   |
|                            | Laburista                                       | Martin Miller              | 8 673                   | 16,33                   |
|                            | UKIP                                            | Shaun Hopkins              | 4 423                   | 8,33                    |
|                            | Indipendente                                    | Matthew Torbitt            | 390                     | 0,73                    |
|                            | Above and Beyond                                | Drew Carswell              | 208                     | 0,39                    |
|                            | Independence from Europe                        | Helen Bashford             | 76                      | 0,14                    |
|                            |                                                 |                            |                         |                         |
| Iscritti                   | Iscritti                                        | Iscritti                   | 73 234                  | 100,00                  |
| ↳ Votanti (% su iscritti)  | ↳ Votanti (% su iscritti)                       | ↳ Votanti (% su iscritti)  | 53 095                  | 72,50                   |
| ↳ Astenuti (% su iscritti) | ↳ Astenuti (% su iscritti)                      | ↳ Astenuti (% su iscritti) | 20 139                  | 27,50                   |
|                            |                                                 |                            |                         |                         |
|                            | Esito: collegio passa da Lib Dem a Conservatore |                            |                         |                         |

| Partito                    | Partito                              | Candidato                  | Risultati 6 maggio 2010 | Risultati 6 maggio 2010 |
| Partito                    | Partito                              | Candidato                  | Voti                    | %                       |
| -------------------------- | ------------------------------------ | -------------------------- | ----------------------- | ----------------------- |
|                            | Lib Dem                              | Mark Hunter                | 24 717                  | 47,07                   |
|                            | Conservatore                         | Ben Jeffreys               | 21 445                  | 40,84                   |
|                            | Laburista                            | Martin Miller              | 4 920                   | 9,37                    |
|                            | UKIP                                 | Tony Moore                 | 1 430                   | 2,72                    |
|                            |                                      |                            |                         |                         |
| Iscritti                   | Iscritti                             | Iscritti                   | 72 430                  | 100,00                  |
| ↳ Votanti (% su iscritti)  | ↳ Votanti (% su iscritti)            | ↳ Votanti (% su iscritti)  | 52 512                  | 72,50                   |
| ↳ Astenuti (% su iscritti) | ↳ Astenuti (% su iscritti)           | ↳ Astenuti (% su iscritti) | 19 918                  | 27,50                   |
|                            |                                      |                            |                         |                         |
|                            | Esito: collegio confermato a Lib Dem |                            |                         |                         |

### Elezioni negli anni 2000
| Partito                    | Partito                              | Candidato                  | Risultati 14 luglio 2005 | Risultati 14 luglio 2005 |
| Partito                    | Partito                              | Candidato                  | Voti                     | %                        |
| -------------------------- | ------------------------------------ | -------------------------- | ------------------------ | ------------------------ |
|                            | Lib Dem                              | Mark Hunter                | 19 593                   | 52,15                    |
|                            | Conservatore                         | Stephen Day                | 15 936                   | 42,42                    |
|                            | Laburista                            | Martin Miller              | 1 739                    | 4,63                     |
|                            | UKIP                                 | Leslie Leggett             | 218                      | 0,58                     |
|                            | Alliance for Change (UK)             | John Allman                | 81                       | 0,22                     |
|                            |                                      |                            |                          |                          |
| Iscritti                   | Iscritti                             | Iscritti                   | 68 056                   | 100,00                   |
| ↳ Votanti (% su iscritti)  | ↳ Votanti (% su iscritti)            | ↳ Votanti (% su iscritti)  | 37 567                   | 55,20                    |
| ↳ Astenuti (% su iscritti) | ↳ Astenuti (% su iscritti)           | ↳ Astenuti (% su iscritti) | 30 489                   | 44,80                    |
|                            |                                      |                            |                          |                          |
|                            | Esito: collegio confermato a Lib Dem |                            |                          |                          |

| Partito                    | Partito                              | Candidato                  | Risultati 5 maggio 2005 | Risultati 5 maggio 2005 |
| Partito                    | Partito                              | Candidato                  | Voti                    | %                       |
| -------------------------- | ------------------------------------ | -------------------------- | ----------------------- | ----------------------- |
|                            | Lib Dem                              | Patsy Calton               | 23 189                  | 48,88                   |
|                            | Conservatore                         | Stephen Day                | 19 169                  | 40,41                   |
|                            | Laburista                            | Martin Miller              | 4 169                   | 8,79                    |
|                            | UKIP                                 | Vincent L. Cavanagh        | 489                     | 1,03                    |
|                            | BNP                                  | Richard Chadfield          | 421                     | 0,89                    |
|                            |                                      |                            |                         |                         |
| Iscritti                   | Iscritti                             | Iscritti                   | 68 156                  | 100,00                  |
| ↳ Votanti (% su iscritti)  | ↳ Votanti (% su iscritti)            | ↳ Votanti (% su iscritti)  | 47 437                  | 69,60                   |
| ↳ Astenuti (% su iscritti) | ↳ Astenuti (% su iscritti)           | ↳ Astenuti (% su iscritti) | 20 719                  | 30,40                   |
|                            |                                      |                            |                         |                         |
|                            | Esito: collegio confermato a Lib Dem |                            |                         |                         |

| Partito                    | Partito                                         | Candidato                  | Risultati 7 giugno 2001 | Risultati 7 giugno 2001 |
| Partito                    | Partito                                         | Candidato                  | Voti                    | %                       |
| -------------------------- | ----------------------------------------------- | -------------------------- | ----------------------- | ----------------------- |
|                            | Lib Dem                                         | Patsy Calton               | 18 477                  | 42,37                   |
|                            | Conservatore                                    | Stephen Day                | 18 444                  | 42,30                   |
|                            | Laburista                                       | Howard Dawber              | 6 086                   | 13,96                   |
|                            | UKIP                                            | Vincent Cavanagh           | 599                     | 1,37                    |
|                            |                                                 |                            |                         |                         |
| Iscritti                   | Iscritti                                        | Iscritti                   | 68 996                  | 100,00                  |
| ↳ Votanti (% su iscritti)  | ↳ Votanti (% su iscritti)                       | ↳ Votanti (% su iscritti)  | 43 606                  | 63,20                   |
| ↳ Astenuti (% su iscritti) | ↳ Astenuti (% su iscritti)                      | ↳ Astenuti (% su iscritti) | 25 390                  | 36,80                   |
|                            |                                                 |                            |                         |                         |
|                            | Esito: collegio passa da Conservatore a Lib Dem |                            |                         |                         |

## Risultati dei referendum

### Referendum sulla permanenza del Regno Unito nell'Unione europea del 2016
|             | Collegio    | Lasciare UE % | Rimanere in UE % |
| ----------- | ----------- | ------------- | ---------------- |
|             | Cheadle     | 42,7%         | 57,3%            |
|             | Inghilterra | 53,3%         | 46,7%            |
| Regno Unito | 51,9%       | 48,1%         |                  |